# Mimoň IV

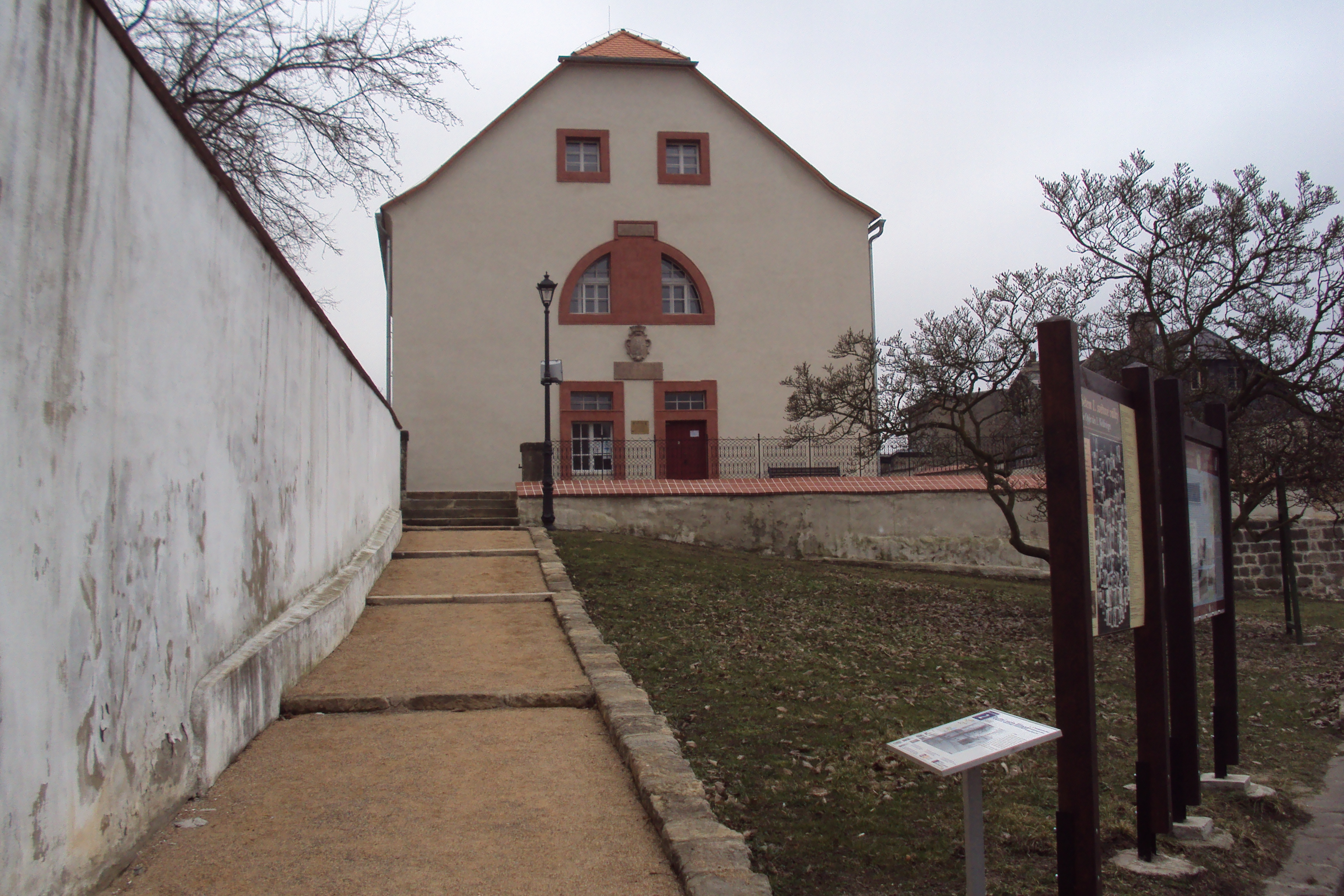
Stadtmuseum im Spital

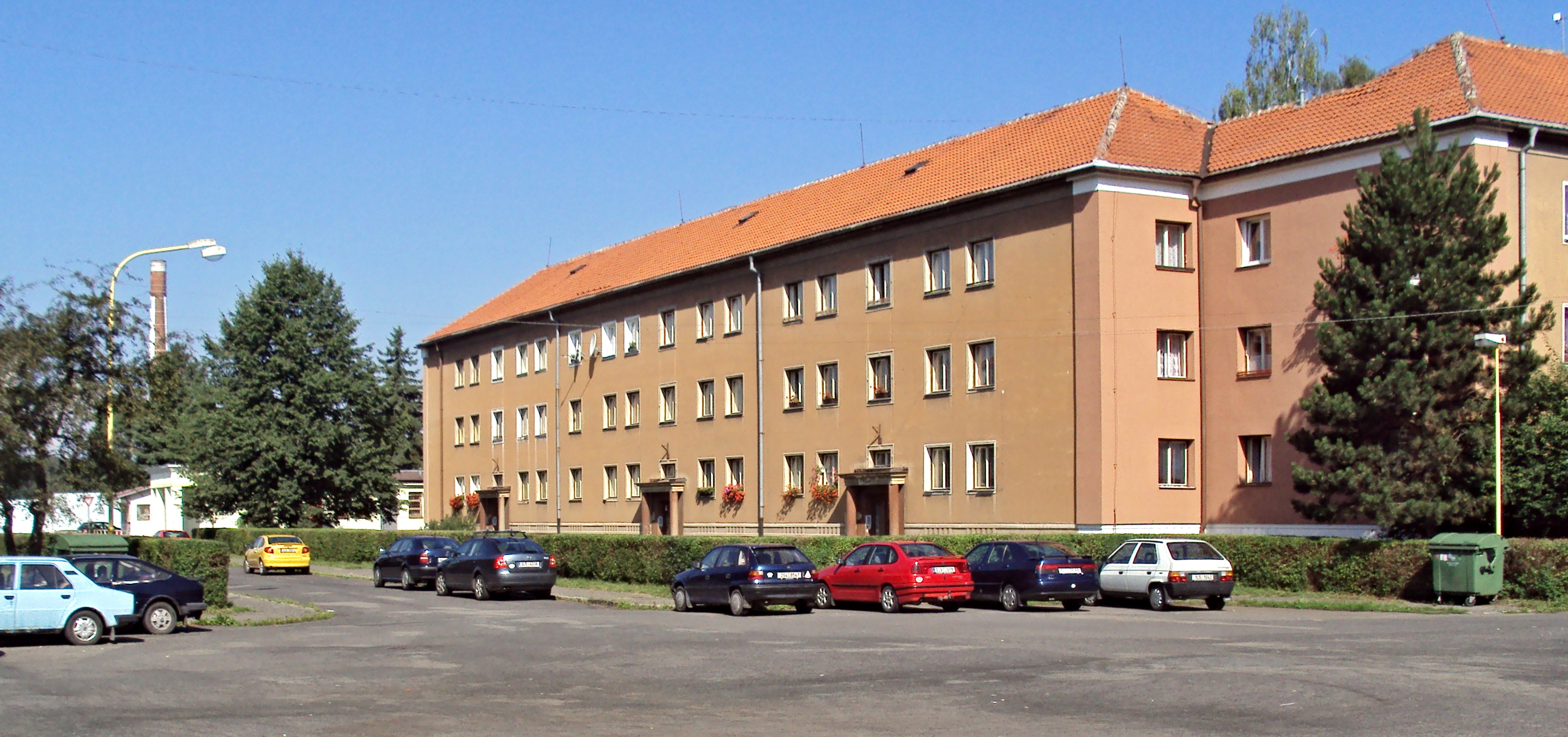
Siedlung Letná

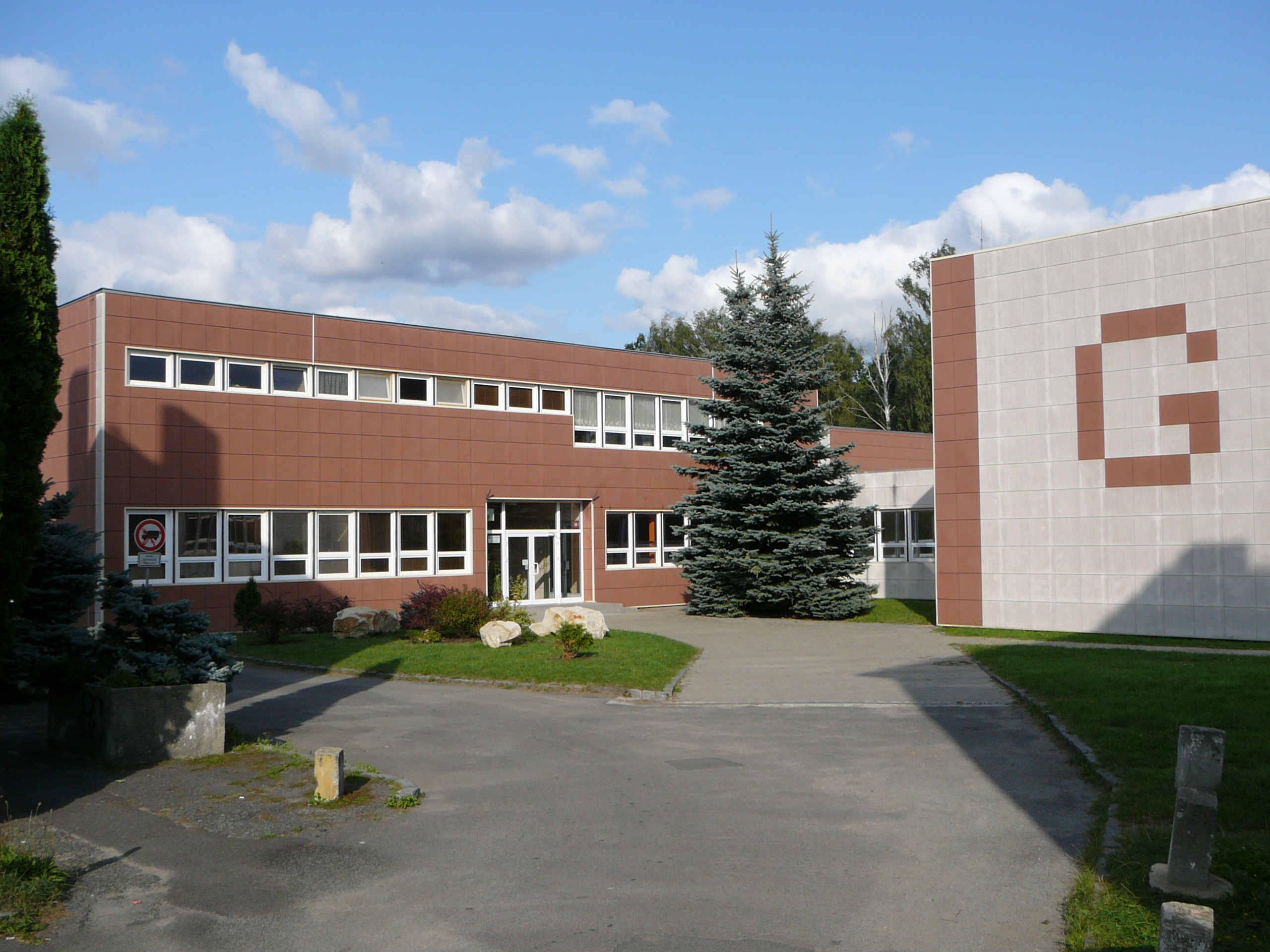
Gymnasium Mimoň

Mimoň IV (deutsch Niemes – IV. Stadtteil) ist ein Ortsteil der Stadt Mimoň in Tschechien. Er liegt nördlich des Stadtzentrums von Mimoň und gehört zum Okres Česká Lípa.

## Geographie
Mimoň IV befindet sich rechtsseitig der Ploučnice in der Ralská pahorkatina (Rollberg-Hügelland). Er erstreckt sich nördlich der Schlossbrücke und wird vom Panenský potok durchflossen. Durch den Ortsteil verläuft die Straße II/270 zwischen Mimoň und Stráž pod Ralskem. Nördlich erhebt sich der Strážný (Wachberg, 362 m), nordöstlich der Ralsko (Rollberg, 696 m), im Südwesten der Liščí vrch (Fuchsberg, 321 m) sowie nordwestlich der Ptačí vršek (Vogelberg, 337 m) und der Kamenický kopec (Kamnitzberg, 436 m).
Nachbarorte sind Pertoltice pod Ralskem im Norden, Srní Potok im Nordosten, Mimoň III im Osten und Süden, Mimoň V im Südwesten, Bohatice im Westen sowie Zákupy und Kamenice im Nordwesten.

## Geschichte
Zum Ende des 19. Jahrhunderts erfolgte die Gliederung der Stadt Niemes in Stadtteile, einer davon war der IV. Stadtteil. 1939 erwarb die Stadt das Spital und richtete darin ein Stadtmuseum ein.
Auf den Feldern am Hrnčířský vrch (Töpferberg) entstand nach 1952 für die Offiziere der Mimoňer Abteilung des Militärflugplatzes Hradčany die Wohnsiedlung Letná mit Fernwärmeversorgung und Verkaufsstelle. 1960 wurde in Letná eine achtklassige Grundschule eröffnet. In der nachfolgenden Zeit wurden in Letná weitere Wohnungen für Zivilbeschäftigte des Militärforstbetriebes und des Militärgutes sowie des örtlichen Unternehmens Mitop errichtet. Nach der Besetzung des Truppenübungsplatzes Ralsko durch die Rote Armee entstand in Letná 1972 eine zehnklassige Grundschule für die sowjetischen Offizierskinder. Von 1980 bis 1985 besuchte auch Vitali Klitschko die Gagarin-Schule, sein jüngerer Bruder Wladimir wurde dort eingeschult. Nach dem Abzug der Sowjets wurde die Gagarin-Schule in Letná 1990 zum Gymnasium Mimoň.
1991 hatte Mimoň II 1058 Einwohner. Im Jahre 2001 bestand Mimoň II aus 212 Wohnhäusern, in denen 1403 Menschen lebten. Insgesamt besteht der Ortsteil aus 240 Häusern.

## Ortsgliederung
Der Ortsteil Mimoň II ist Teil des Katastralbezirks Mimoň. Er umfasst die Grundsiedlungseinheiten Bohatická strana und Letná sowie den nördlichen Teil von Mimoň-střed mit dem Busbahnhof und dem Kozinovo náměstí.
Im Stadtteil liegen die Straßen Baarova, Barvířská, Českolipská, Hraničářská, Kozinovo náměstí, Letná, Lužická, Pánská, Pertoltická, V Lukách, Vranovská und Žitavská.

## Sehenswürdigkeiten
- Kalvárie (Kalvarienberg)
- Spital, errichtet 1679 durch Johann Franz Edmund Putz von Adlerthurn, es dient heute als Stadtmuseum.
- Boží hrob (Heiliges Grab), erbaut 1665–1667 durch Giulio Broggio für Johann Franz Edmund Putz von Adlerthurn. Dessen Vater Johann Putz von Adlerthurn beabsichtigte 1623 nach der Rückkehr von einer Reise nach Jerusalem, in Niemes eine Nachbildung des Hl. Grabes zu errichten. Nach dem Wirren des Dreißigjährigen Krieges sollte das Projekt realisiert werden. Als Standort wählte er 1655 den Platz Am Sand (Na pískách) neben der Ruine der Kreuzkirche aus. Noch bevor die Arbeiten begannen, verstarb Johann Putz von Adlerthurn 1660.[6]